# Mutianyu

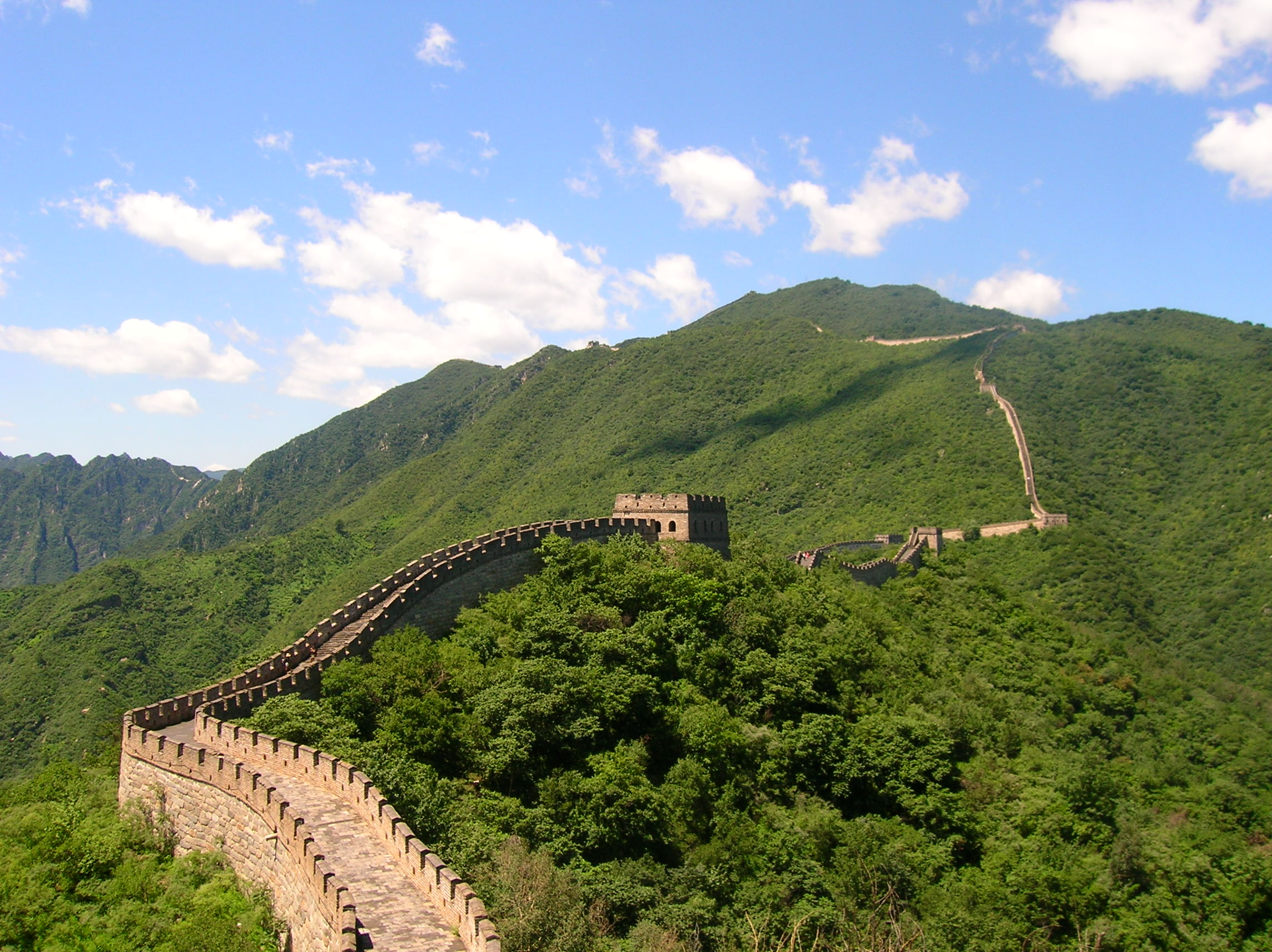
Partie de la section de Mutianyu de la Grande Muraille

Mutianyu (sinogramme simplifié : 慕田峪 ; pinyin : Mùtiányù) est une section de la Grande Muraille de Chine localisée dans le district de Huairou, à 70 km au nord-est de Pékin. La section de la Grande Muraille de Mutianyu est reliée à Jiankou à l'ouest et Lianhuachi et Jinshanling à l'est. Étant bien conservée, cette section était utilisée comme barrière de défense au nord pour la capitale et les tombes impériales.

## Description
Elle est pour la première fois construite au milieu du VIe siècle, lors de la dynastie Qi du Nord. Mutianyu est plus ancienne que la section de Badaling. Durant la dynastie Ming, sous la supervision du général Xu Da, la construction du mur actuel a commencé à poser les fondations de la muraille des Qi du Nord. En 1404, une passe est construite dans le mur. En 1569, la muraille de Mutianyu est reconstruite et jusqu'à présent la plupart des parties est bien conservée. La Grande Muraille de Mutianyu a l'envergure de construction la plus importante et de meilleure qualité par rapport à tous les secteurs de la Grande Muraille.

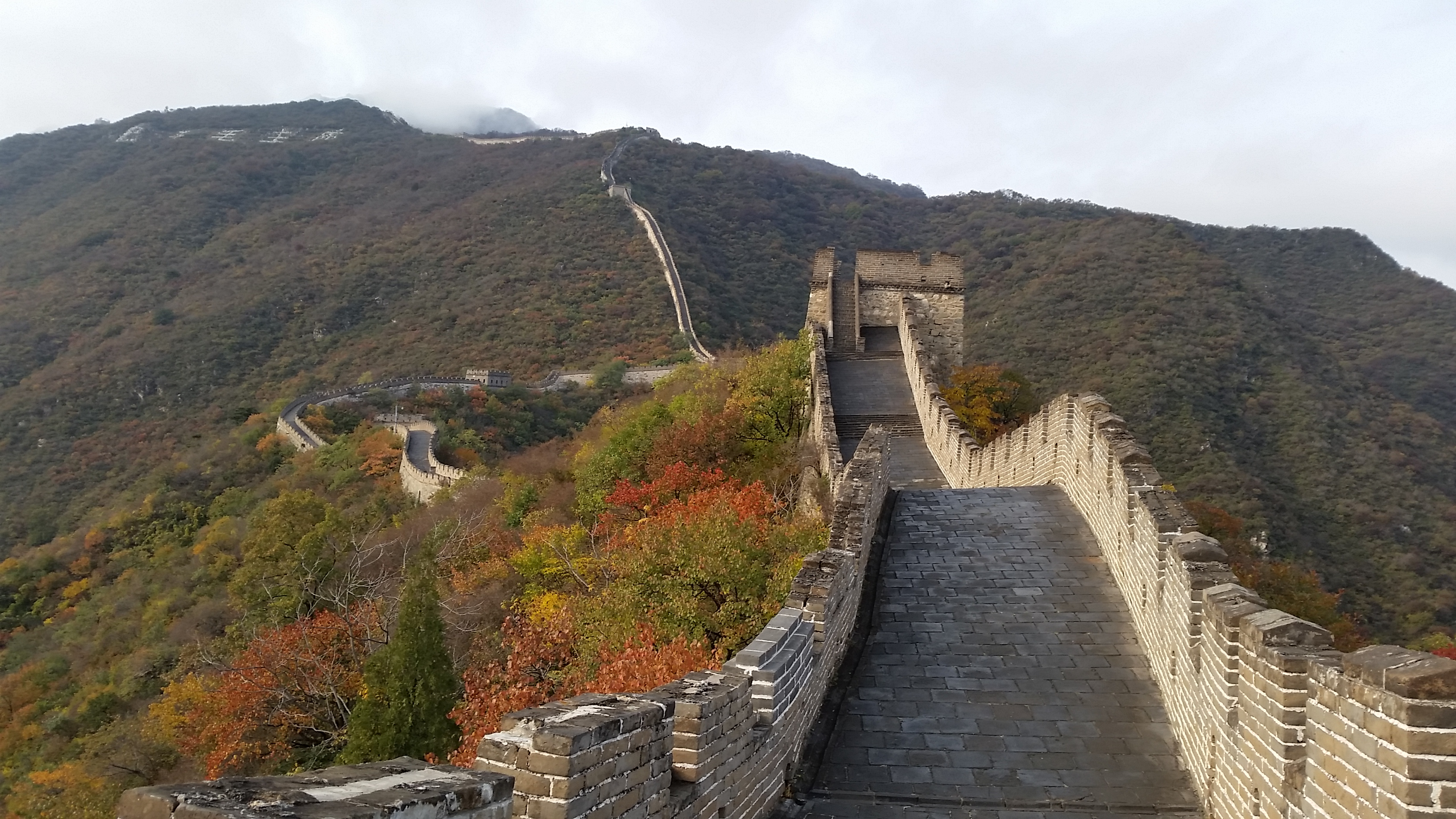
Grande Muraille à Mutianyu en 2015

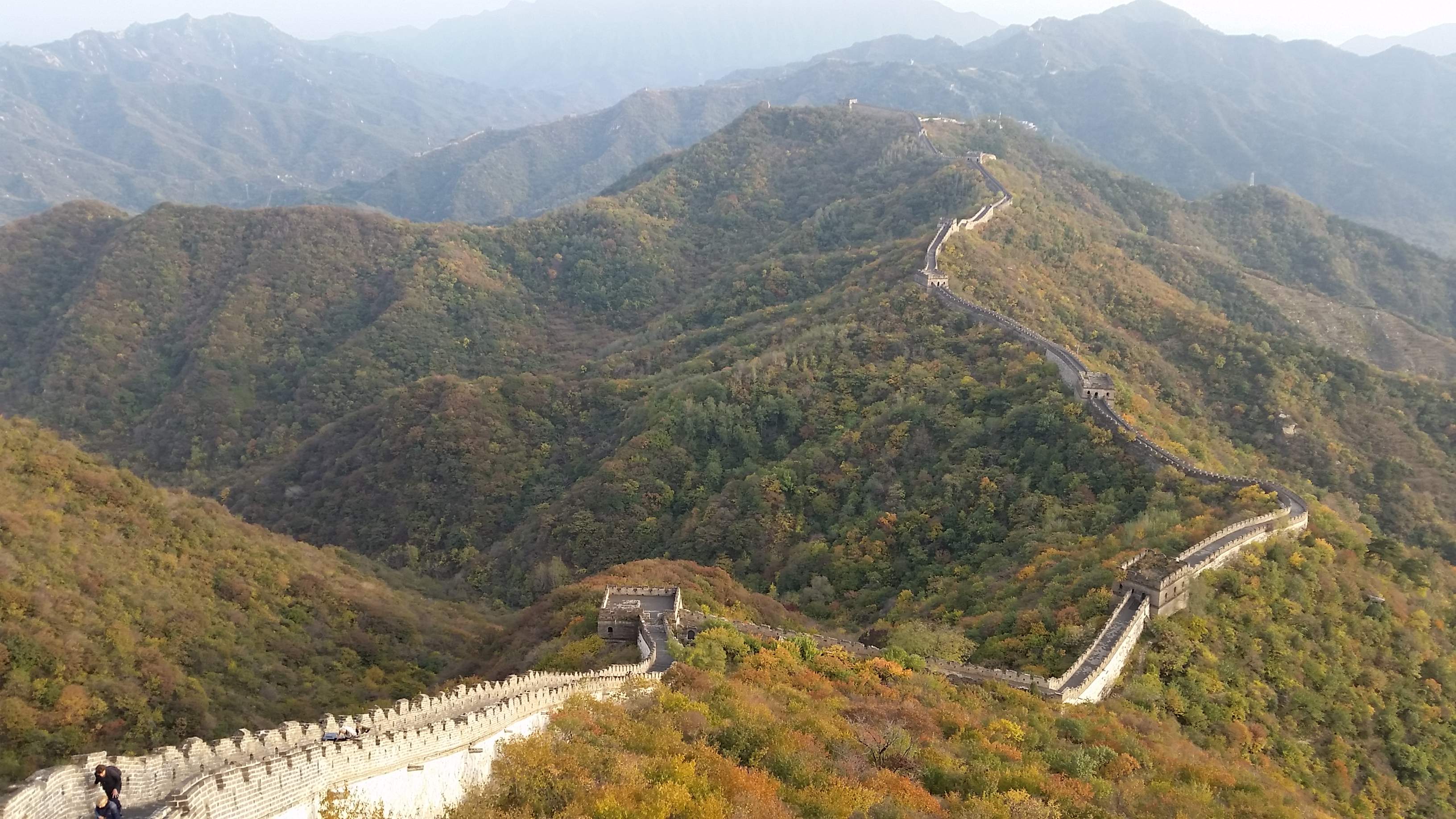
Grande Muraille de Chine Mutianyu en 2015 autre perspective

Construite principalement en granit, la muraille est haute de 7 à 8 mètres et son sommet est large de 4 à 5 mètres. Comparée aux autres sections de la Grande Muraille, la section de Mutianyu possède des caractéristiques de construction uniques :
- Les miradors sont placés densément le long de cette section de la muraille : 22 miradors sur 2 250 m.
- À la fois les parapets intérieurs et extérieurs sont crénelés, donc il était possible de tirer sur les ennemis des deux côtés. Cette caractéristique est très rare sur les autres segments de la Grande Muraille.
- La passe de Mutianyu est composée de trois miradors, un grand au centre et deux plus petits de chaque côté. Sur la même terrasse, les trois miradors sont reliés les uns aux autres à l'intérieur et composent une structure rarement vue dans tous les secteurs de la Grande Muraille.

En outre, cette section de la Grande Muraille est entourée de bois et de ruisseaux. La couverture forestière couvre 90 % de la surface.
Aujourd'hui, cette section de la Grande Muraille est ouverte aux touristes. La Compagnie du téléphérique de la muraille de Mutianyu aide les gens à la grimper. Une autre caractéristique de la section de Mutianyu est la piste de luge sur roues qui permet de descendre la muraille sur une piste métallique sinueuse.
Adjacent à la muraille de Mutianyu, le village homonyme a été salué par le gouvernement comme village modèle en raison de sa renaissance largement due au tourisme et à l'industrie verrière. Le village de Mutianyu est jumelé avec le village de Shelburne Falls dans l'État du Massachusetts.